# Tie Your Mother Down (canção de Marya Roxx)
"Tie Your Mother Down" é o quarto single da cantora Marya Roxx. O single foi lançado no dia 9 de novembro de 2011 no formato donwload digital no iTunes, no Amazon, e no CD Baby. A canção é uma versão cover da banda Queen, originalmente lançada em dezembro de 1976 no álbum A Day at the Races.
Marya afirmou em seu fórum oficial que sempre gostou de Queen e que Freddie Mercury é um de seus cantores favoritos. A canção foi ao ar nas rádios estonianas pela primeira vez no dia 11 de novembro de 2011, na estação Radio Mania.

## Faixas
| N.º | Título                                  | Compositor(es) | Duração |  |
| 1.  | "Tie Your Mother Down" (cover de Queen) | Brian May      | 3:54    |  |